# كاترينا تيكون
كاتارينا تايكون-لانغهامر (29 يوليو 1932 – 30 ديسمبر 1995) كانت ناشطة سويديّة من الغجر، وزعيمة في حركة الحقوق المدنية وكاتبة وممثلة من طبقة كالديراش. أخت روزا تايكون.

## سيرة شخصية
خلال طفولة تايكون، كان الغجر لا يزالون يعيشون في معسكرات في السويد، وكان عليهم التنقل كثيرًا، مما جعل من الصعب على الأطفال الحصول على أي تعليم مدرسي. لم تتعلم تايكون القراءة والكتابة حتى بلغت سن المراهقة.
كرست كاتارينا حياتها لتحسين ظروف الغجر في السويد وفي جميع أنحاء العالم. من خلال عملها الدؤوب والمناقشات والكتابة والتحدث إلى السلطات السويدية، مُنحت الغجر نفس الحق في السكن والتعليم مثل جميع السويديين الآخرين. في عام 1953، انتهى حظر عام 1914 على هجرة الغجر. أدى ذلك إلى لجوء الغجر الآخرين إلى السويد، ونما عدد السكان، في البداية أقل من ألف شخص.
حاول تايكون إقناع السلطات السويدية بأن هؤلاء الأشخاص هم في الواقع لاجئين سياسيين، لأنهم تعرضوا للقمع في بلدانهم. بعد جهود غير مثمرة لمساعدة مجموعة من 47 فرنسياً من الغجر في الحصول على حق اللجوء في السويد، قررت تغيير استراتيجيتها. أدركت أن الطريقة الوحيدة لإنهاء التحيزات ضد شعبها هي مخاطبة الشباب، لذلك بدأت في كتابة سلسلتها الشعبية من كتب الأطفال حول طفولتها، كاتيتزي وفي عام 1979 تم إنتاج مسلسل تلفزيوني قائم على الكتب.
توفيت كاتارينا تايكون متأثرة بتلف في الدماغ بعد دخولها في غيبوبة استمرت 13 عاما بعد سكتة قلبية. وقد أطلق عليها اسم مارتن لوثر ملك السويد. 

## فهرس الأفلام
- 2015 - تايكون
- 1956 - Sceningång
- 1953 - فصل دراسي Åsa-Nisse På
- 1953 - ماريان
- 1951 - تل بوم
- 1950 - Motorkavaljerer
- 1949 - سينجوالا
- 1948 - أوبروت

## روابط خارجية
- Katarina Taikon في قاعدة بيانات الأفلام على الإنترنت
- الأخوات تايكون على راديو الغجر التشيكي
- روزا تايكون عن الغجر وعن أختها
- مشاهير الغجر
- Katitzi بواسطة Katarina Taikon على موقع Library Thing
- أدب الغجر باللغة الروسية